# セイヤー郡 (ネブラスカ州)
座標: 北緯40度18分 西経97度59分 / 北緯40.300度 西経97.983度
セイヤー郡（英: Thayer County）は、アメリカ合衆国のネブラスカ州にある郡。2000年時点での人口は6,055人で、郡庁所在地はヘブロン (Hebron)。
ネブラスカ州のナンバープレートで、セイヤー郡の車両は最初の数字が32になっている。これは1922年にナンバープレートの制度を確立した際、セイヤー郡の車両登録台数が州内の郡のなかで32番目に多かったからである。

## 歴史
セイヤー郡は1872年に組織され、アメリカ陸軍少将でワイオミング準州やネブラスカ州の知事を務めたジョン・ミルトン・セイヤーにちなんで名づけられた。

## 地理
アメリカ合衆国国勢調査局によると、この郡は総面積1,490 km2 (575 mi2) である。このうち1,488 km2 (575 mi2)が陸地で、2 km2 (1 mi2) が海や湖などの水地域である。総面積のうち0.13%が水地域となっている。

### 隣接する郡
- フィルモア郡（北）
- ジェファーソン郡（東）
- ワシントン郡 (カンザス州)（南東）
- リパブリック郡 (カンザス州)（南）
- ナッコルズ郡（西）

## 人口動静

2000年の時点での郡の人口ピラミッド

2000年の国勢調査によると、セイヤー郡には6,055人、2,541世帯、及び1,689家族が暮らしている。人口密度は4/km2 (10/mi2) で、2/km2 (5/mi2) の平均的な密度に2,828軒の住居が建っている。この郡の人種の構成は白人98.70%、黒人（アフリカ系アメリカ人）0.02%、先住民0.28%、アジア系0.12%、太平洋諸島系はおらず、その他の人種0.33%、及び混血0.56%で、1.01%の人々がヒスパニックまたはラテン系である。
セイヤー郡に住む2,541世帯のうち、27.70%は18歳未満の子どもと暮らしており、58.80%は夫婦で生活している。5.00%は未婚の女性が世帯主であり、33.50%は家族以外の住人と同居している。31.50%は独居で、全世帯の18.20%は65歳以上の独居老人世帯である。1世帯あたりの平均人数は2.31人であり、家庭の場合は2.90人である。
郡の住民は24.10%が18歳未満の子どもで、18歳以上24歳以下が4.90%、25歳以上44歳以下が22.30%、45歳以上64歳以下が24.20%、および65歳以上が24.50%となっている。平均年齢は44歳である。女性100人に対して男性は95.80人いて、18歳以上の女性100人に対しては男性は92.80人いる。
郡の世帯ごとの平均収入は30,740米ドルで、家族ごとでは38,346米ドルである。男性の26,964米ドルに対して女性は18,275米ドルの平均的な収入がある。この郡の一人当たりの収入 (per capita income) は17,043米ドルである。総人口の10.70%、家族の7.60%は貧困線以下である。18歳未満の子どもの14.80%及び65歳以上の11.00%は貧困線以下の生活を送っている。

## 都市および村
- アレクサンドリア (en:Alexandria, Nebraska)
- ベルヴィディア (en:Belvidere, Nebraska)
- ブラニング (en:Bruning, Nebraska)
- バイロン (en:Byron, Nebraska)
- カールトン (en:Carleton, Nebraska)
- チェスター (en:Chester, Nebraska)
- ダヴェンポート (en:Davenport, Nebraska)
- デシュラー (en:Deshler, Nebraska)
- ギラード (en:Gilead, Nebraska)
- ヘブロン (en:Hebron, Nebraska)
- ハベル (en:Hubbell, Nebraska)